# Serinus leucolaema
El alario de Damara (Serinus leucolaema) es una especie de ave en la familia Fringillidae propia del sur de África.

## Taxonomía
El estado taxonómico de esta especie es incierto. La Unión Ornitológica Internacional lo tiene clasificado como una subespecie de Serinus alario).
A veces se lo clasifica en el género Alario como Alario leucolaema, y algunas autoridades lo clasifican como una subespecie de Serinus alario.

## Descripción
Mide de 12 a 15 cm de largo. El macho adulto posee el dorso y cola de un tono marrón intenso, un collar posterior blanco y partes inferiores mayormente blancas. La cabeza posee una coloración moteada; su lista superciliar es blanca, su garganta y la parte delantera del cuello es  blanca con una banda negra a modo de mostacho. La zona negra de la parte central del pecho se encuentra separada del negro de la cabeza. 
La hembra adulta es similar, pero su cabeza es de un tono gris apagado, y posee vetas oscuras en la cabeza y partes dorsales del cuerpo. Posee una franja marrón intenso en las alas. Los ejemplares juveniles se asemejan a la hembra, pero su tono es más claro, posee un patrón veteado  en el pecho, y la coloración de la franja en el ala es de un tono más claro.

## Distribución y hábitat
Es un residente reproductor de Sudáfrica, Namibia y el sur de Botsuana.   Su hábitat natural son las praderas y zonas de matorrales abiertas secas, zonas a la vera de áreas de cultivo, y jardines suburbanos.